# Chill Wills
Chill Theodore Wills (ur. 18 lipca 1902 w Seagoville, zm. 15 grudnia 1978 w Encino) – amerykański aktor filmowy i telewizyjny, nominowany do Oscara za rolę drugoplanową w filmie Alamo (1960).
Występował w serialu Prawo Burke’a (1963–1965).

## Filmografia
- 1936: Anything goes jako członek zespołu Avalon Boys (niewymieniony w czołówce)
- 1937: Jej obrońcy jako lider zespołu Avalon Boys
- 1938: Zakute łby jako karzeł w windzie (głos, niewymieniony w czołówce)
- 1940: Gorączka nafty jako Harmony Jones
- 1940: Człowiek z Zachodu jako Southeast
- 1941: Western Union jako Homer Kettle
- 1941: Honky Tonk jako snajper
- 1941: Tarzan w Nowym Jorku jako Manchester Montford
- 1944: Spotkamy się w St. Louis jako pan  Neely
- 1946: Zostaw ją niebiosom jako Leick Thome
- 1946: Dziewczęta Harveya jako H.H. Hartsey
- 1946: Roczniak jako Buck Forrester
- 1950: Rio Grande jako  doktor Wilkins (chirurg pułku)
- 1956: Olbrzym jako wuj Bawley
- 1958: Alfred Hitchcock przedstawia (serial) jako pan Kilmer
- 1960: Alamo jako pszczelarz
- 1961: Złoto siedmiu świętych jako doktor Wilson Gates
- 1962: Strzały w Dodge City (serial) jako Abe Blocker
- 1963: McLintock! jako Drago
- 1963: Kardynał jako biskup Whittle
- 1966: Fireball 500 jako Big Jaw Harris
- 1973: Pat Garrett i Billy Kid jako Lemuel